# Анжос, Элио дос
Элио Сезар Пинто дос Анжос (порт.-браз. Hélio César Pinto dos Anjos; род. 7 марта 1958, Жанауба) — бразильский футболист и тренер, работавший с целым множеством бразильских клубов, а также со сборной Саудовской Аравии и командами из этой страны.

## Карьера
Будучи игроком Элио дос Анжос выступал на позиции вратаря и играл за клубы «Крузейро», «Америка Минейро», «Фламенго» и «Жоинвиль». В «Фламенго» он играл роль третьего голкипера после Раула Плассмана и Кантарели.
В своей тренерской карьере Элио дос Анжос сменил множество бразильских клубов, неоднократно возвращаясь в одни и те же команды: «Жувентуде» (4), «Гояс» (5), «Форталеза» (4), «Витория» (3), «Спорта» (3) и другие. Наибольшее количество матчей (294) под его руководством провёл «Гояс», выигравший также при нём целый ряд титулов.
В 2007 году бразильский специалист возглавил сборную Саудовской Аравии, сменив на должности главного тренера своего соотечественника Маркоса Пакету. Под началом Элио дос Анжоса команда вышла в финал Кубка Азии 2007, в котором уступила сборной Ирака. С 2015 по 2017 год он работал с саудовскими клубами: «Наджран», «Аль-Фейсали» и «Аль-Кадисия». 16 сентября 2017 года назначен главным тренером клуба серии B «Гояс». 6 мая 2018 года отправлен в отставку. 18 ноября 2020 года назначен главным тренером клуба Серии B «Наутико»

## Достижения

### В качестве игрока
«Фламенго»
- Чемпион Бразилии (1): 1980
- Чемпион штата Рио-де-Жанейро (2): 1978, 1979

### В качестве главного тренера
«Витория»
- Чемпион штата Баия (1): 1992

 «Спорт Ресифи»
- Чемпион штата Пернамбуку (3): 1996, 1997, 2003

 «Гояс»
- Победитель Серии B (1): 1999
- Чемпион штата Гояс (5): 1999, 2000, 2009, 2015, 2018